# Campionati europei di biathlon 2019
I Campionati europei di biathlon 2019, 26ª edizione della manifestazione, si sono svolti a  Minsk-Raubichi, in Bielorussia, dal 20 al 24 febbraio 2019.

## Calendario
| Uomini | 20 km individuale |                                                                         |   | 10 km sprint  | 12,5 km inseguimento | 3  |
| Donne  | 15 km individuale |                                                                         |   | 7,5 km sprint | 10 km inseguimento   | 3  |
| Misto  |                   | Staffetta 2x6 km + 2x7,5 km & Staffetta mista individuale 6 km + 7,5 km |   |               |                      | 2  |
| Totale | 2                 | 2                                                                       | 0 | 2             | 2                    | 10 |

## Podi

### Uomini
| Evento               | Oro           | Tempo   | Argento        | Tempo   | Bronzo                  | Tempo   |
| 20 km individuale    | Krasimir Anev | 53:18.1 | Tarjei Bø      | 53:21.8 | Endre Strømsheim        | 53:29.2 |
| 10 km sprint         | Tarjei Bø     | 21:40.1 | Jesper Nelin   | 21:50.7 | Dmitrij Malyško         | 22:15.3 |
| 12,5 km inseguimento | Tarjei Bø     | 31:10.3 | Matvej Eliseev | 31:38.8 | Håvard Gutubø Bogetveit | 32:04.5 |

### Donne
| Evento             | Oro               | Tempo   | Argento           | Tempo   | Bronzo          | Tempo   |
| 15 km individuale  | Hanna Öberg       | 48:13.1 | Yuliia Zhuravok   | 48:45.4 | Iryna Kryŭko    | 48:56.6 |
| 7,5 km sprint      | Mona Brorsson     | 19:37.4 | Ekaterina Jurlova | 20:14.9 | Hanna Öberg     | 20:23.0 |
| 10 km inseguimento | Ekaterina Jurlova | 27:43.4 | Iryna Kryŭko      | 28:20.9 | Nadine Horchler | 28:32.8 |

### Misti
| Evento                           | Oro                                                               | Tempo     | Argento                                                      | Tempo     | Bronzo                                                             | Tempo     |
| Staffetta individuale 6 + 7,5 km | Evgenija Pavlova Dmitrij Malyško                                  | 36:30.0   | Anna Magnusson Jesper Nelin                                  | 36:50.6   | Lou Jeanmonnot Aristide Begue                                      | 36:59.0   |
| Staffetta 2x6+2x7,5 km           | Emma Nilsson Mona Brorsson Martin Ponsiluoma Sebastian Samuelsson | 1:05:16,0 | Nadine Horchler Janina Hettich Lucas Fratzscher Philipp Horn | 1:05:33,7 | Dsinara Alimbekawa Hanna Sola Raman Jaljotnau Sergei Botscharnikow | 1:05:45.8 |

## Medagliere
| Pos.   | Nazione     | Oro | Argento | Bronzo | Totale |
| ------ | ----------- | --- | ------- | ------ | ------ |
| 1      | Svezia      | 3   | 2       | 1      | 6      |
| 2      | Russia      | 2   | 2       | 1      | 5      |
| 3      | Norvegia    | 2   | 1       | 2      | 5      |
| 4      | Bulgaria    | 1   | 0       | 0      | 1      |
| 5      | Bielorussia | 0   | 1       | 2      | 3      |
| 6      | Germania    | 0   | 1       | 1      | 2      |
| 7      | Ucraina     | 0   | 1       | 0      | 1      |
| 8      | Francia     | 0   | 0       | 1      | 1      |
| Totale | Totale      | 8   | 8       | 8      | 24     |